# Éturqueraye

Éturqueraye este o comună în departamentul Eure, Franța. În 1 ianuarie 2022 avea o populație de 303 de locuitori.